# Сверкоч, Адам
Адам Мирослав Сверкоч, тоже Сверкош (пол. Adam Mirosław Świerkocz vel Świerkosz;  15 декабря 1964, Прудник) — польский военный летчик, бригадный генерал Вооруженных сил Польши.

## Життєпис
Окончил начальную школу в Пруднике. В 1979–1983 годах учился в общеобразовательном авиационном лицее в Зеленой Гуре. В 1983 году поступил в Военно-воздушную академию (Школа Орлят). В период с 1995 по 1997 годы учился в Академии национальной обороны в Варшаве.
В 2001-2004 годах был командиром 6-й тактической авиационной эскадрильи в Повиде. 19 февраля 2004 года он занял должность командира 32-й авиабазы в Ласке. 15 августа 2007 года ему присвоено звание бригадного генерала. Через день стал командиром 3-й бригады транспортной авиации. 30 мая 2008 года уволен в запас.

## Награды
- Бронзовый Крест Заслуги (2002)[5]
- Серебряный Крест Заслуги (2005)[6]